# 2004年香港
|        | 香港歷史 \| 香港歷史年表                                                                                                   |
| 世紀： | 20世紀香港 \| 21世紀香港 \| 22世紀香港                                                                                     |
| 年代： | 1970年代香港 \| 1980年代香港 \| 1990年代香港 \| 2000年代香港 \| 2010年代香港 \| 2020年代香港 \| 2030年代香港               |
| 年份： | 2000年香港 \| 2001年香港 \| 2002年香港 \| 2003年香港 \| 2004年香港 \| 2005年香港 \| 2006年香港 \| 2007年香港 \| 2008年香港 |
| 紀年： | 甲申年（猴年）、香港開埠163周年、香港回歸7周年                                                                             |

繼去年七一遊行後，香港在2004年再次經歷了鉅大政治爭議，4月全國人民代表大會常務委員會第二次行使權力解釋基本法，並否決了0708年雙普選。5月，商業電台多名著名節目主持人指受到壓力相繼暫停節目，發生了「商台名嘴封咪事件」。7月1日，仍有數以十萬計市民參與七一遊行表達爭取民主訴求。9月，第三屆立法會選舉刷新了歷屆投票紀錄，有178萬多人投票（投票率55.64%）。
經濟方面，去年發生沙士事件後情況逐漸改善，失業率下跌至2004年第四季的6.5%，是近三年以來的低位，年內本地生產總值增長8.1%，是自1987年以來的第二快增長，歷時68個月的通縮終於結束，經濟復甦主要受惠於東亞、歐美國等主要市場的強勁需求，以及中國內地對外貿易暢旺和內部需求殷切所帶動。然而去年沙士期間，帶來經濟下滑以及增加開支，政府賬目錄得赤字401億。

## 政府

### 行政

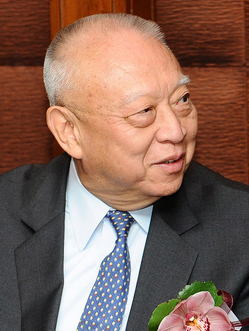
行政長官：董建華
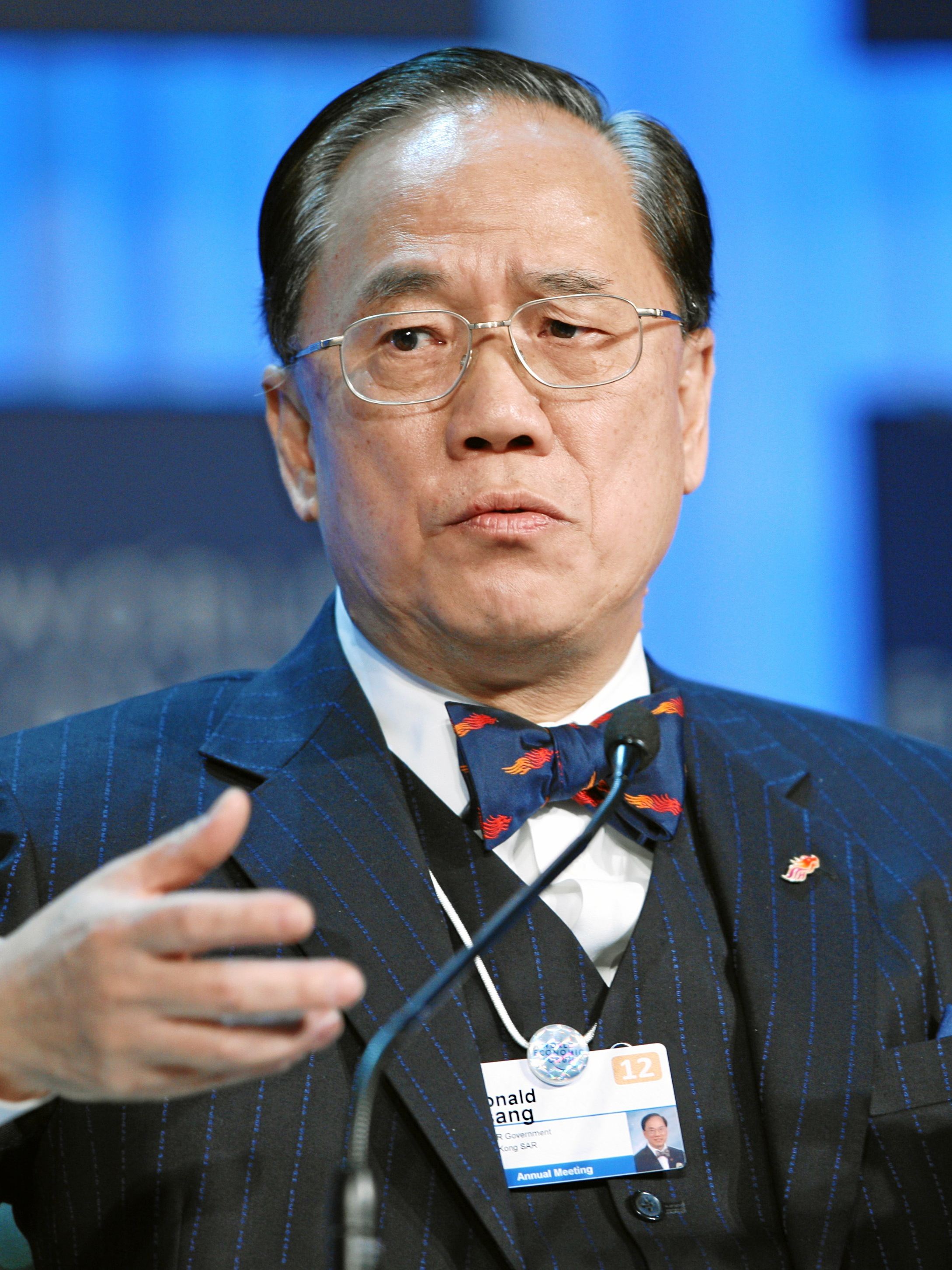
政務司司長：曾蔭權
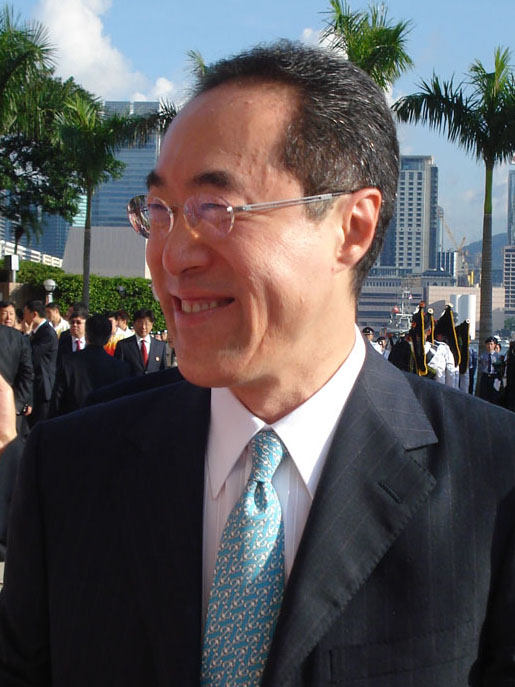
財政司司長：唐英年
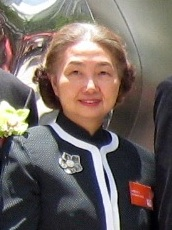
律政司司長：梁愛詩

### 立法

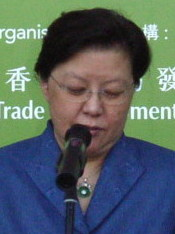
立法會主席：范徐麗泰

### 司法

終審法院首席法官：李國能

## 大事記
本文描述的時間為香港時間（UTC+8）

### 1月
- 1月1日：民間人權陣線發起元旦大遊行，大會以「還政於民、改善民生」為口號，大會指有10萬人參與。[5][6]
- 1月4日：深水埗北河街28號兇殺案。
- 1月5日：香港地鐵發生自1979年啟用以來首宗列車縱火案，一名男子於早上繁忙時間，在一列由尖沙咀站開往金鐘站的列車上縱火，事件中有14人受輕傷。[7]（詳見：2004年香港地鐵縱火案）
- 1月7日：行政長官董建華發表題為《把握發展機遇　推動民本施政》的施政報告。[8]
  - 政府成立〈政制發展專責小組〉，由政務司司長曾蔭權領導、律政司司長梁愛詩及政制事務局局長林瑞麟組成，就對《基本法》有關規定的理解徵詢中央政府部門意見，並開始諮詢市民意見。[9]
- 1月8日：西環水街西興里後巷兇殺案。
- 1月11日：
  - 晚上十一時許，一輛行走35A線的丹尼士巨龍（AD233，車牌號碼GM7971）在彌敦道行駛時因煞車系統失靈失控，撞毀鐵欄後衝上人行道，然後撞毀一棵樹及一個電話亭，3名女途人受傷。
  - 藍田平田邨平善樓6樓命案。
  - 已故歌星梅艷芳在香港殯儀館設靈，翌日舉行喪禮出殯。[10]
- 1月12日：
  - 粉嶺碧湖花園第6座16樓命案。
  - 立法會調查沙士專責委員會開始傳召官員作供，前衛生署署長陳馮富珍出席作供時首次披露其上司楊永強局長不滿世界衛生組織將「嚴重急性呼吸系統綜合症」的英文簡稱訂為「SARS」，與香港特區的英文簡稱「SAR」相似，而有關討論延誤了10天修改法例。[11]
- 1月16日：葵涌貨櫃碼頭命案。
- 1月18日：最後一名感染沙士病人，私家醫生鍾待政出院。[12]
- 1月21日：一名87歲老翁行經西環石山街時被高空墮下的鋁窗擊中頭部死亡，這是一周內第二宗同類事故，1月17日，一名71歲老婦行經油麻地彌敦道平安大樓外，被一個由4樓跌下的鋁窗擊中頭部身亡。[13]
- 1月22日：尖沙咀舉行舉行香港新春花車巡遊，28萬人沿途觀看。[14]
- 1月23日：新界鄉議局主席劉皇發到沙田車公廟為香港求得中籤（76號籤）。[15]
  - 維多利亞港舉行香港賀歲煙花匯演，27萬人在兩岸觀看。[16]
- 1月24日：香港賽馬會在沙田馬場舉行賀歲賽馬，10場賽事錄得投注額10億元，是回歸以來投注額最少的一次賀歲馬。[17]
- 1月30日：中國內地多個地方（包括鄰近的廣東省）發現疑似H5N1禽流感個案，政府宣布暫停輸入大陸活禽鳥及禽肉進口。[18]

### 2月
- 2月：董建華表示「憲制上不適當」為由，拒絕出席立法會沙士專責委員會聆訊，同時指派了行政長官辦公室主任林煥光代表出席聆訊[19][20][21]
- 2月3日：第32屆香港藝術節開幕，為期34天，由34個團體參與表演110場。[22]
- 2月4日：以政務司司長曾蔭權為首的港府代表團，成功向日本爭取特區護照免簽待遇，並於同年4月起生效[23]。
- 2月5日：去年11月至12月發生的新界喇沙中學校園暴力事件，11名男生在校內集體毆打一名同學，8名被告認罪，分別被判感化，入更生及勞教中心。[24][25]
- 2月8日：政務司司長曾蔭權與政制發展專責小組成員一連三日赴北京與中央人民政府商討香港政改事宜。[26]
- 2月10日：政制發展專責小組甫離京，新華社便發稿指「『一國』是『兩制』的前提，『港人治港』是以愛國者為主體的港人來治理香港」，並明確表示研究政制發展時必須聽取中央的意見[27]，社會隨後牽起一場「愛國者問題」的爭論。[2]
- 2月12日：福榮街2號二樓鳳姐被殺案。
- 2月17日：中港兩地專業資格互認高層會議上，中國商務部副部長安民聲稱「有些人發表謬論愛國不等於愛黨」，並說：「中國共產黨就是中國人民的代表，也是香港同胞的代表。」 [28]，使原來的愛國論爭議升温。
- 2月18日：港區人大代表鄔維庸在政改公開論壇上發表了「狗餅論」，指香港沒有以前的拼搏、創業精神，是「給別人餵狗餅餵壞了」[29][30]，受到社會輿論抨擊，翌日鄔為言論道歉。
- 2月21日：政府以5300萬港元向耶穌基督後期聖徒教會收購位於中西區衞城道的歷史建築物甘棠第，改建為孫中山紀念館。[26]
- 2月25日：
  - 清晨六時許，一輛行走106線的富豪超級奧林比安（3ASV102，車牌號碼JV2966）在木廠街及九龍城道交界與一輛運魚車相撞，運魚車繼而側翻，4人受傷。
  - 香港銀行開始提供個人人民幣銀行服務。[26]
- 2月26日：長沙灣元州街17號殺嬰案。

### 3月
- 3月2日：早上六時許，一輛行走93A線的都城嘉慕威曼都城（S3M226，車牌號碼EH3349）在寶琳路近茅湖仔與一輛失控越線的客貨車相撞後撞向山坡，客貨車司機死亡，巴士上四人受傷。
- 3月3日：立法會議員李柱銘、涂謹申及李卓人赴美國參議院外交關係委員會出席香港狀況聽證會並發言作證，受到中國及港府官員的抨擊[31]，其中人大常委曾憲梓批評為「漢奸加賣國」。[32]
- 3月7日：
  - 保安員黃偉鴻命案。
  - 中國商務部副部長安民指李柱銘「從他父親開始就和共產黨鬥爭」，被輿論認為有關言論像文革時以出身劃定成份的極左意識形態引起各界爭論。[33][34]
- 3月9日：保護海港協會就中環填海第三期工程尋求司法覆核敗訴，填海工程可復工。[35]

- 3月15日：
  - 中國內地法律專家到港出席一國兩制研究中心舉辦的紀念《基本法》頒布十四周年座談會，原基本法起草委員許崇德指「港人當家作主已是民主，民主與普選不能畫上等號，呼籲港人要分清掛羊頭賣狗肉的假民主」。另一前草委蕭蔚雲強調，不能只從文字上理解《基本法》，還要理解其精神和立法原意。清華大學法學院副院長王振民指中央人民政府有權決定何時普選特首，「該給的都給了，不該給的也盡量給，確實不該給的也不能給。」，梁愛詩、李少光等官員及部份行政會議、立法會議員亦有出席。[36][37]
  - 出席同一場合的行政長官董建華並為座談會致辭，指出「政制發展要切合香港社會實際情况」，只有政制「穩步」和「穩健」的發展，才能保障香港社會穩定和經濟繁榮；又提到香港長期與祖國分離，「需要通過多次的認真討論，才能深化對這些重大原則問題的認識和理解」。[38]
  - 中央政策組首席顧問劉兆佳接訪問時表示香港的政改問題已上升到全國層次，憲制主導權在中央人民政府手上，特區政府只是作出配合，並呼籲港人要多點考慮中國內地面對的國際環境，同時要顧全大局。[39][40]
- 3月18日：油麻地加士居道往大角咀及美孚方向發生交通意外，28歲交通警員陳業升殉職。[41]
- 3月16日：廟街艷陽天歌座兇殺案。
- 3月26日：全國人大常委會委員長會議宣布建議下月將主動審議香港《基本法》附件一第七條和附件二第三條的解釋草案，有關本港產生行政長官及立法會的條文。清華大學法學院副院長王振民同時透過新華社發稿，指近期本港政制討論的一些看法「不符合一國兩制的原則和《基本法》的立法原意」，釋法要「統一各方對《基本法》的理解，釋疑止爭」。[42]
- 3月30日：
  - 政務司司長曾蔭權到深圳會見人大常委會副秘書長喬曉陽，交代〈政制發展專責小組〉收集的意見及報告；同日發表小組的《第一號報告》並會見傳媒，總結過去二個月的工作，說明了政府對五個主要法律問題的看法，包括《基本法》附件一和附件二的修改用什麼立法方式處理。[43][44]

### 4月
- 4月6日：
  - 第28屆香港國際電影節開幕，放映超過300來自40多個國家和地區的電影。[45]
  - 全國人大常委會通過解釋《基本法》附件一和附件二，當中涉及修改「行政長官及立法會產生辦法和法案議案表決程序」的規定，修改行政長官及立法會產生辦法之前要進行額外另外兩項程序。[2][46]（詳見：全國人大常委會解釋特別行政區基本法）
- 4月7日：全國人大常委會副委員長、香港基本法委員會主任喬曉陽與人大法工委副主任李飛到香港，與各界交流及聽取釋法的意見。[2][47]
- 4月11日：
  - 民間人權陣線發起反對人大釋法、爭取0708年雙普選遊行，超過二萬人參與。[48]
  - 天水圍天恆邨發生轟動全港一家四口滅門倫常慘案，案中一名曾多次向社工及警方求助指遭受虐待的31歲新移民妻子及一對6歲女兒，被45歲丈夫殺害，丈夫最後亦告自殺身亡[49]。事件其後被改編成電影《天水圍的夜與霧》。
- 4月15日：行政長官董建華向人大常委會提交報告，提請人大決定可否修改2007年行政長官和2008年立法會的產生辦法[50]；政制發展專責小組發表第二號報告，交代小組在過去到收集公眾意見。[51]
- 4月19日：
  - 立法會衞生事務委員會成員麥國風在會上透露，有一名匿名癱瘓病人去信立法會要求重議安樂死。事件主角鄧紹斌（斌仔）為羅富國教育學院畢業學生，1991年快將畢業之際，因發生意外導致全身癱瘓不能言語，一直臥床要靠儀器呼吸，表示希望「有尊嚴地結束生命」。[52][53]
  - 政府成立的香港五隧一橋公司首次發行60億元以收費隧道和橋樑收入抵押債券。[50]
- 4月22日：5名民主派議員到羅湖口岸試圖闖關，到深圳與中央官員會面，表達對雙普選和民主的訴求，以及對特首政改方案的意見。5人中有3人獲准到深圳與李飛會面，其餘被公安扣留及遣返。[54]
- 4月26日：人大常委會就香港政制發展作出決定，否決實行2007年行政長官及2008年立法會普選，2008年立法會的地區直選與功能組別議席要各佔一半，並維持立法會分組點票制度。[55]（詳見：2007年及2008年香港政治制度改革）
- 4月27日：位於尖沙咀的香港星光大道的開幕成為新旅遊景點。[50]

### 5月
- 5月3日：商台節目《風波裡的茶杯》主持人鄭經翰透過電台發表聲指受到「有勢力人士的政治壓力，近來政治低氣壓令他窒息」為理由，宣布暫時休假至年尾，展開了「名嘴封咪事件」。[56]
- 5月11日：政制發展專責小組發表《第三號報告》，諮詢公眾對特首及立法會選舉方式，符合人大常委決定下可以考慮修改的地方。[57][58][59]
- 5月12日：長青邨青榕樓16樓倫常兇案。
- 5月13日：商台節目《政事有心人》主持人黃毓民透過聲明僅表示「身心俱疲，需要休息」，在沒有進一步交代理由下暫停主持節目。[60]
- 5月15日：
  - 嶺南畫派大師楊善深於半山區寶珊道家中逝世。[61]
  - 政府宣布委任獨立調查委員會，調查平等機會委員會包括前主席王見秋招聘和終止聘用平機會候任行動科總監余仲賢的事件。[62]
  - 國務院發展研究中心港澳研究所所長朱育誠到港參加「基本法頒布十四周年研討會」，批評民主派「挑戰中央權威，極力排斥中央在政改問題上的主導地位，就是企圖把香港變成獨立或半獨立的政治實體，把高度自治變成完全自治」，並指「某些議員經常攻擊行政長官，影響特區政府行政效率，導致特區政府管治危機」，應吸取文化大革命的教訓，不要進行無謂政治爭論。 [63]
- 5月17日：曾兩度延期遞交的維港巨星匯獨立調查小組報告獲政府接納，調查指在短促的時間內籌備巨星匯活動，負責審批、推行和監察的各主要單位都須為各自工作範疇內的失誤承擔責任。報告特別點名批評投資推廣署署長盧維思，指他未有作出政府官員應盡的努力履行職責。[64]
- 5月19日：《風波裡的茶杯》暫代節目主持港區人大代表李鵬飛突然辭任，並透露自任該節目主持便不斷有中國及香港有影響力的政商界人士向他施壓[65]。節目由商台台長梁文道、學者蔡子強暫代。
- 5月22日：董建華選擇以閉門形式於禮賓府與立法會沙士專責委員會成員會面，解答他去年參與沙士抗疫及相關問題，他曾以不合憲制由拒絕到立法會出席委員會聆訊。[66][67]
- 5月27日：港區人大代表李鵬飛出席立法會民政事務委員會特別會議作證，指出本月「封咪」前一晚，18日深夜一名自稱是前中國官員的「陳壽山」[68]致電其家，表示目前身在香港想與他見面，期間主動談及李的妻女，李鵬飛指並不認識該人，言談間感到受壓。[69]
- 5月31日：前特區籌委會及中英聯合聯絡小組成員成綬三在北京會見記者，指自己確曾致電李鵬飛，聲稱當時只想相約敘舊，但不知道李鵬飛主持節目，對被指威嚇感到「不可思議」。李鵬飛表示自己和太太均對成綬三沒有印象也不熟稔，指不相信他只為敘舊，而是有意影響自己主持節目。[70]

### 6月
- 6月1日：
  - 衞生署成立衞生防護中心，加強預防和控制疾病工作[71]。
  - 香港和澳門特別行政區、九個內地省區聯合舉辦的首次“泛珠三角區域合作與發展論壇”在香港開幕，推動區域合作。[71]
- 6月4日：支聯會晚上在維多利亞公園舉辦紀念六四事件15週年燭光晚會，大會指有8萬人出席。[72]
- 6月8日：颱風康森靠近香港，天文台發出今年首個熱帶氣旋警告信號一號戒備信號。[73]
- 6月10日：
  - 自去年11月在元朗南生圍山貝河一帶出沒的灣鱷（其後被命名為貝貝），終於墮進套索陷阱被擒。[74]
  - 赤鱲角機場發生自啟用以來最嚴重電力故障，南翼客運大樓停電，半個機場的電腦及自動運輸系統停頓，超過七間航空公司的服務暫停。[75]

### 7月
- 7月1日：
  - 香港天文台錄得34.6℃，為本港有紀錄以來最高溫的7月1日。[76]

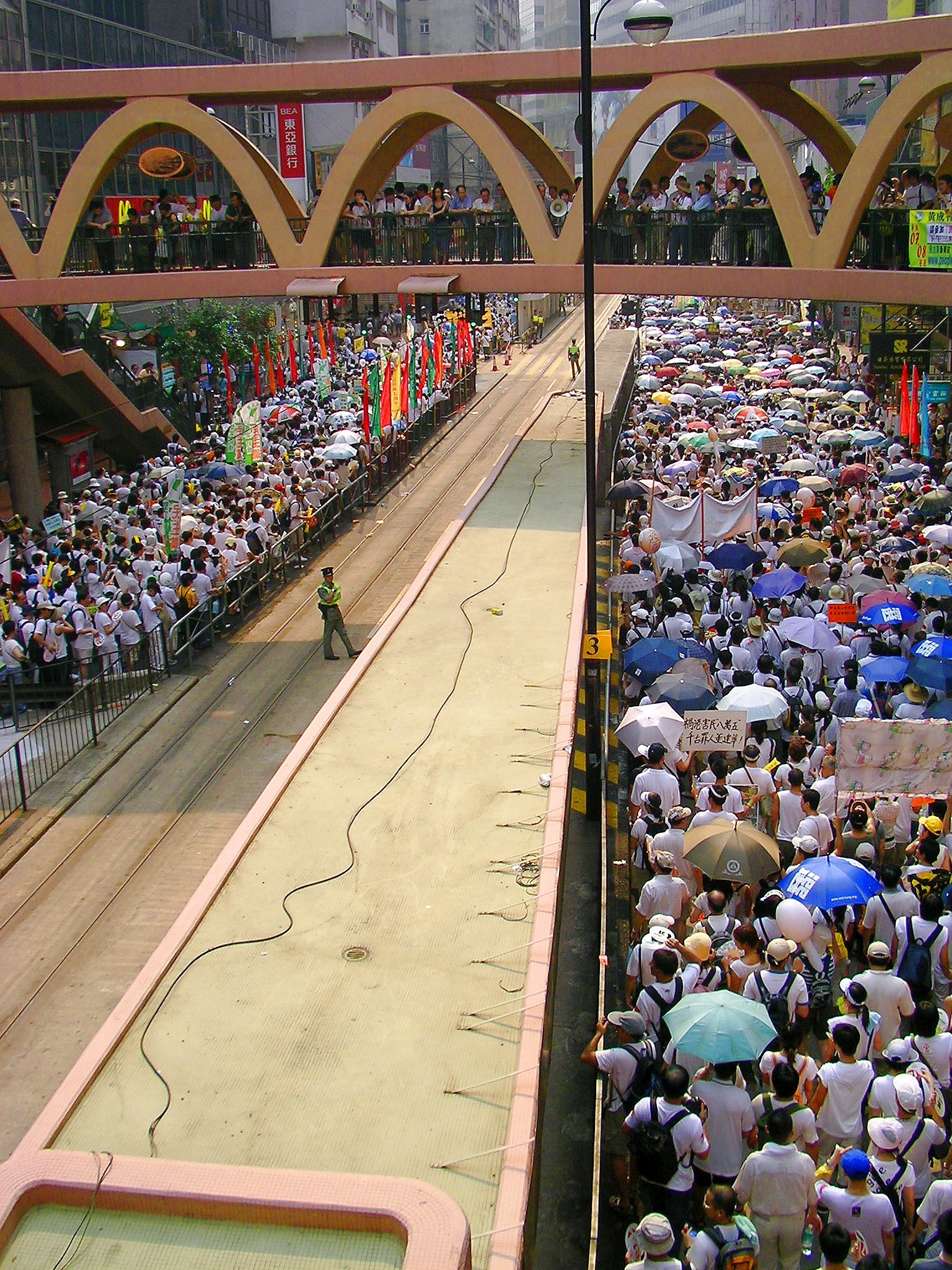
根據主辦單位統計，2004年的遊行為歷次七一遊行人數最多一次，達53萬，較去年（2003年）還要多出3萬人

- - 民間人權陣線發起爭取0708年雙普選的七一遊行，示威者由銅鑼灣維園出發到中環政府總部，為數二十萬至五十萬市民參加（大會估計53萬，警方數字20萬）。（詳見：香港七一遊行#2004年）
  - 香港成立存款保障委員會，存款保障制度翌年9月生效。
- 7月5日：
  - 早上九時許，一輛行走968線的富豪超級奧林比安（3ASV22，車牌號碼JF6914）在長青隧道遭尾隨一輛行走城巴962線的丹尼士三叉戟（2242，車牌號碼HW2377）及一輛旅遊巴士撞向車尾，造成26人受傷。
  - 立法會沙士調查委員會公布調查報告，衛生福利及食物局局長楊永強被批評「向公眾傳達的訊息混亂不清，使公眾以為他在試圖淡化疫情的嚴重性，顯示不出他具備公眾期望政策局局長所應有的溝通技巧。」醫管局主席梁智鴻被指在沙士2003年3月27日至4月26日疫症的關鍵期間，沒有舉行醫管局大會應負上責任[77]。楊永強在發表報告後聲明，再次向全港市民、沙士死者、病人及其家屬致歉；前香港衛生署署長陳馮富珍卻指「不要以事後孔明之見求全責備」。[78]
- 7月7日：
  - 筲箕灣天悅廣場地庫停車場發生沙井沼氣中毒意外，40歲消防隊目張振威徒手救人時英勇殉職。[79]
  - 立法會《沙士調查報告》公布後兩天，楊永強宣佈呈辭，並表示「為體現政治問責並對這慘痛事件作出了結」，成為第三名高官問責制下辭任政治任命官員[80]
- 7月8日：
  - 醫院管理局主席梁智鴻宣布辭職，他表示深思熟慮後堅持請辭，指此舉是承擔問責原則，並非引咎辭職。[81]
  - 立法會通過教育統籌局提交的《2004年教育（修訂）條例》（校本條例），規定全港中學及小學，必須在2010年前成立向政府註冊的法團校董會，並加入由選舉產生的家長、教師及校友代表。部份宗教背景辦學團體強烈反對，打算提請司法覆核[82]。
- 7月9日：
  - 立法會大會辯論《沙士調查報告》，議員最後仍以33票一致通過譴責陳馮富珍的動議[83]。
  - 廉政公署先後拘捕先科國際主席黃創光等9人，指他們涉嫌造假市、行賄財經分折員[84]。
- 7月10日：第二屆香港立法會大會隨最後一次會議完結，四年任期內立法會共處理135條政府法案及13條議員法案[85]。
- 7月14日：政府表示鼓勵市民自置居所不再是政策，香港房屋委員會決定終止置業資助貸款計劃[86]。
- 7月14日—7月15日：藍田童黨虐殺少女案。
- 7月16日：熱帶風暴圓規吹襲香港，天文台發出八號烈風或暴風信號[73]。
- 7月21日：上水華山村綠化園圃弒父案。
- 7月22日：銅鑼灣利園山道7號4樓兇殺案。
- 7月24日：廉政公署大規模搜查七間報館及記者住所（包括：《南華早報》、《東方日報》、《太陽報》、《星島日報》、《大公報》、《蘋果日報》及《信報》），檢走新聞材料及調查新聞來源，並邀請記者協助調查[87][88]，事件涉及先科國際貪污案，傳媒被指披露廉署受保護證人資料[89]。
- 7月27日：晚上七時許，一名患感冒的車長駕駛一輛行走73X線的丹尼士三叉戟（ATR356，車牌號碼HN2195）駛至大埔廣福邨迴旋處時因身體不適感到頭暈，將巴士駛往路邊停車時突然休克，巴士於無人駕駛情況下撞向路邊防撞欄並滑行約100米才停下，無人受傷。
- 7月28日：商業電台與名主持人鄭經翰提早解約，董事俞琤現身《風波裡的茶杯》認為主持人封咪是畏縮表現，要求鄭經翰承諾不再封咪不果與他解約[90]。
- 7月29日：《風波裡的茶杯》節目糾紛擴大，商業電台董事俞琤與鄭經翰、李鵬飛就封咪事件在節目中互相對質；同日新華社發稿《香港名嘴封咪事件真相大白》，指名嘴封咪事件是「一場自編、自導、自演的鬧劇」 [91]。

### 8月
- 8月1日：新登記的公共小巴須裝置安全帶及高背座椅，小巴乘客必須配帶座位上的安全帶[92]。
- 8月2日：商業電台董事俞琤晉升為董事局副主席，商業發聲明指與營運總裁蔡東豪「出現嚴重意見分歧」並即時終止蔡的職務。俞琤指鄭經翰年初已有意參選立法會，並首先提出願意解約[93]；鄭經翰開記者會反指商台以威迫手段阻礙他參選，指解約條件要求他停職留薪至2008年約滿，期間不可參選[94]。
- 8月3日：鄭經翰在香港電台節目《千禧年代》中透露過去四年一直遭有黑社會背景人士威嚇，去年11月及本年3月一名有黑社會背景人士在曾叫他不要再攻擊特區政府[95]；同日，商業電台顧問梁文道與蔡子強一同被暫停主持《風波裡的茶杯》。
- 8月4日：
  - 鄭經翰在立法會提名期最後一天，宣佈夥拍前綫秘書長陶君行報名出選立法會選舉九龍東選區[96]。
  - 商業電台發表聲明指鄭經翰近日言論帶有誹謗性，考慮採取法律行動[97]。
  - 元朗發生手提電話引爆炸彈案，一名工程公司東主被汽車炸彈炸死，妻子重傷[98]。
- 8月5日：商台顧問梁文道與商台終止合約，即時結束合作關係[99]。
- 8月8日：民建聯公布立法會港島區候選人、黨主席馬力患上結腸癌將到廣州醫治，並缺席選舉拉票活動[100]。
- 8月10日：
  - 深港西部通道口岸旅檢大樓工程在深圳動工[92]。
  - 《星島日報》及記者入稟高等法院，挑戰廉政公署搜查令的合法性，法官夏正民裁定廉署犯錯撤銷搜查令[101]，廉署決定上訴。
- 8月16日：民主黨區議員、立法會選舉九龍東選區候選人（參選名單排行第三）何偉途在東莞被捕，公安機關指他嫖妓並被移送勞教六個月[102]。
- 8月21日：

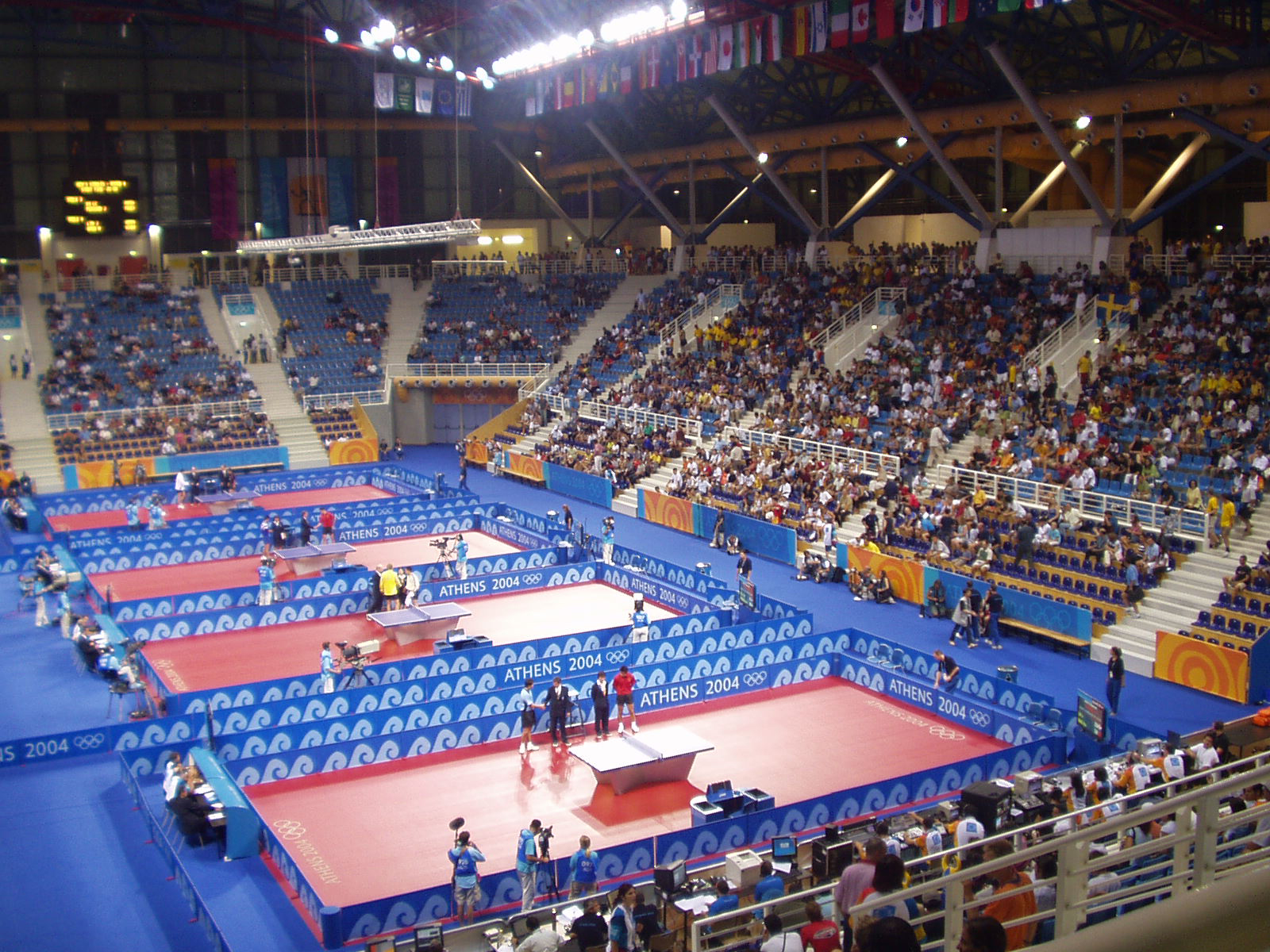
2004年夏季奧運乒乓球賽的場館雅典加拉特斯奥林匹克體育館

- - 香港運動員李靜和高禮澤獲得奧運會乒乓球男子雙打銀牌，為香港特區奧運代表隊的首面獎牌[92][103]。
  - 九龍公園游泳池發現有紅蟲，康樂及文化事務署指本月初已接獲投訴並加強清潔，但情況未有改善，署方宣布九龍公園室內池封閉清潔最少十日[104]。
- 8月23日：
  - 政府統計處公布上月綜合消費物價指數上升，結束了自1998年11月以來長達68個月的通縮[105]。
  - 民主黨立法會議員、九龍西選區候選人涂謹申被揭發在1998至2004年初，以高於市值租金，將自己透過公司持有一半權益的物業，租給自己及兩名民主黨區議員作為議員辦事處，卻沒有向立法會申報擁有該物業權益[106]。
- 8月25日：
  - 元朗南生圍燒屍案。
  - 康文署先後在城門谷游泳池、北葵涌賽馬會游泳池及黃竹坑包玉剛游泳池內的戲水池發現紅蟲，署方認為多個泳池的紅蟲可能是人為惡作劇，當日警方東九龍總區重案組接手調查事件[107]。
- 8月26日：
  - 颱風艾利靠近香港，天文台發出一號戒備信號[73]。
  - 九廣西鐵一列南行列車剎車系統發生故障，50名乘客被困在荃灣西站至美孚站之間的行車隧道內近半小時，九鐵派出另一列車接載受影響乘客。這是西鐵6天內發生的第3次故障，其中2次與信號系統有關，更使服務受阻5小時。[108]
- 8月28日：晚上近七時，一輛行走67X線的富豪奧林比安（AV302，車牌號碼HL6542）於長沙灣道麗新商場對開巴士站撞向前面一輛行走102線的城巴富豪奧林比安，造成27人受傷。
- 8月31日：《蘋果日報》引述消息指政府跨部門調查小組發現，早前在大環山游泳池發現的蟲患源自公眾泳池滑水梯底部[109]。同日，康文署否認轄下泳池滑水梯是滋生紅蟲的溫床，聲稱再沒有接到其他泳池發現紅蟲的報告，並指大環山泳池滑水梯是滋生紅蟲溫床的報道並不正確，也不能排除蟲患涉及人為因素[110]。

### 9月
- 9月1日：
  - 工聯會、民建聯立法會議員陳婉嫻以議員津貼租用的觀塘一個辦事處，被《壹週刊》揭發是工聯會產業，而陳婉嫻本人極少到該址辦公，招牌卻標明是「工聯會中心」[111]。
  - 康文署和食環署召開記者會，交代泳池紅蟲事件，指在大環山游泳池嬉水池滑水梯發現紅蟲、搖蚊及蛹皮；康文署助理署長張國基重申並無證據顯示該處滋生紅蟲，同時不排除事件涉及人為因素[112]。
- 9月2日：康文署聯同食環署及警方完成斧山道泳池的調查工作，食環署人員發現泳池有5000多條紅蟲，泳池範圍內多處積聚有利滋生搖蚊的有機碎屑，並發現搖蚊不同成長階段的樣本，相信蟲患是天然繁殖而成。署方終於在證據確鑿情況下一改以往多日態度，否定了惡作劇的可能，並宣布將會檢查全港所有公眾泳池[113]。
- 9月3日：申訴專員公署決定主動調查公眾泳池紅蟲事件[114]。
- 9月4日：衛生福利及食物局常任秘書長尤曾家麗指「今年雨水特別多及溫室效應」，是導致紅蟲闖入公眾泳池的原因[115]。
- 9月5日：民政事務局局長何志平表示會逐步替公眾泳池更換池水，並會改善全港36個公眾泳池的衛生環境[116]。
- 9月6日：
  - 中國雅典奧運代表隊50名應屆金牌選手抵港，開始四日訪港行程[117][118]。
  - 拆卸中的舊啟德機場客運大樓，發生三級大火。疑因工人在燒焊時火屑波及雜物引起，大火焚燒近六小時七層高大樓全被焚毀[119]。
- 9月7日：
  - 中國雅典奧運代表隊金牌運動員出席在香港大球場舉行的《奧運金牌精英大匯演》[120]。
  - 地鐵發生首宗月台玻璃幕門爆裂事故，荃灣線佐敦站一幅玻璃幕門突然碎裂[121]。
- 9月8日：
  - 東莞公安局再次舉行案情通報會，指已被送勞教的民主黨區議員、立法會候選人何偉途三次在深圳宿娼，並展示何被捕時及其在勞教所的照片[122]。
  - 中國奧運代表隊金牌健兒在港多個場地進行跳水、排球、羽毛球及乒乓球等表演項目[123]。
- 9月11日：長安邨安潤樓倫常兇殺案。
- 9月12日：舉行了特區第三屆香港立法會選舉，共有178萬多人投票，投票率達55.64%為歷屆之冠[117]，由於投票人士眾多要長時間等候，部份票站被指安排混亂。是次選舉選舉委員會席位首次取消，地區直選與功能組別議席比例各佔一半。（詳見：2004年香港立法會選舉）
- 9月23日：荃灣中心上海樓命案。
- 9月24日：粉嶺祥華邨25樓命案。
- 9月28日：寶馬山雙屍案其中當年一名未成年罪犯，被判等候英女皇發落的尹三龍被監禁19年後獲釋[124]。

### 10月
- 10月1日：政府規定無綫、亞視及有線三個中文電視台，每晚在播出主要新聞前，播放配上中華人民共和國國歌背景音樂的《心繫家國》短片[2]。
- 10月2日：
  - 早上十一時許，一輛行走11X線的都城嘉慕威曼都城（S3M250，車牌號碼EL7793）在庇利街及馬頭圍道交界撞向一輛紅色小巴車尾，7人受傷。
  - 星展銀行（香港）美孚分行裝修期間，職員錯誤把保險庫內存放客戶財物保險箱送往廢鐵回收場銷毀，事件有83名客戶受影響[125]，銀行事後向放棄追討的客戶賠償15萬港元[2][126]。
- 10月4日：「商台封咪事件」兩名主角原來主持的節目正式取消，由《在晴朗的一天出發》、《左右大局》取代[127]。
- 10月6日：
  - 香港金融管理局要求星展銀行（香港）徹查出租保管箱損毀事件[2][128]。
  - 第三屆香港立法會首次會議開始，議員逐一宣誓就職，范徐麗泰連任立法會主席[129]。
- 10月8日：周一嶽接替請辭的楊永強出任衞生福利及食物局局長[2]。
- 10月9日：
  - 青衣城商場行人天橋扶手電梯兇殺案。
  - 黃毓民與商業電台達成共識及簽署新合約，黃毓民將重新主持每周一次的時事節目《不談風月》[130]；黃毓民又在香港電台節目《清談一點鐘》訪問中首次透露自3月受襲後，曾經有人勸他「封口」，至少兩名中間人欲以巨額金錢換取他封咪離港，加上妻子屢受滋擾，考慮到人身安全受威脅情況下離港[131]。
- 10月18日：立法會政制事務委員會會議社會福利界代表張超雄提出臨時動議，要求委員會表決透過公投決定07、08年政制發展[132][133]。
- 10月11日：屯門良景邨良傑樓24樓倫常兇殺案。
- 10月20日：教育統籌局發表諮詢文件，建議最快2008年推行三三四學制，同時實行課程改革把部份過時的科目剔除，增加通識教育科為必修科目[128]。（詳見：三三四高中教育改革）
- 10月22日：北角英皇道發生致命交通意外，2輛通宵小巴疑因超速爭客，導致2名乘客死亡18人受傷[134][135]。
- 10月24日：九廣鐵路尖沙咀支線啟用[128]。

### 11月
- 11月4日：
  - 申訴專員公署公布調查報告，指出食環署管理金塔墓穴撿拾和遷移骨殖程序的紕漏，部分歷史悠久金塔墓穴紀錄不準確，署方防止和偵查非法殮葬的活動表現軟弱無力，「態度漫不經心、近乎麻木不仁」，導致死者後人掃墓時去錯墓穴[136][137]。
  - 涉及神職人員侵犯兒童案被判囚的前神父劉嘉兒，上訴至終審法院被駁回[138]。
- 11月7日：香港仔鴨脷洲利東邨命案。
- 11月9日：
  - 早上八時許，一輛行走73X線往富善邨方向的丹尼士三叉戟（ATR357，車牌號碼HN3158）在大埔公路 – 沙田段撞向前方一輛故障的私家車後，再遭尾隨旅遊巴及私家車撞及車尾，事件導致四十一人受傷。
  - 死因裁判法庭完成沙士殉職醫護人員死因研訊，裁定六名醫院管理局醫護人員死於自然[139]。
- 11月10日：政府公布佔地40公頃的西九龍文娛藝術區，將以單一招標形式競投，有三間合資格發展商入圍[140][141]。
- 11月17日：第二圈最後一輪亞洲區世界盃外圍賽（中國vs中國香港），在廣州天河體育中心舉行，中國隊雖大勝7:0，得分卻遜於同組的科威特無法出線[142]。
- 11月22日：社會福利署就天水圍4月11日發生的家庭暴力滅門案而成立三人小組，提交檢討天水圍家庭服務的報告，指政府在天水圍的城市規劃及發展不可接受，公共屋邨密布、環境擠迫、商業活動極少及交通費昂貴，使天水圍變得暮氣沉沉及孤立無援，而社署所提供的家庭支援也嚴重不足，並提出了25項改善建議[143]。
- 11月24日：
  - 著名粵語流行曲填詞人黃霑因罹患末期肺癌，凌晨在沙田仁安醫院病逝[144]。
  - 審計署發表《第四十三號報告書》，披露逾十個政府部門浪費或未有善用公帑，其中愉景灣度假村項目被指毋須發展商香港興業補地價下便變成大型住宅區，導玫政府庫房損失[145][146]。
- 11月29日：新創建及新鴻基地產宣佈拆卸已建成的前居屋項目紅灣半島7幢未經使用樓宇[147]。

### 12月
- 12月1日：卑路乍街116號聯康新樓二樓命案。
- 12月3日：凌晨，一輛停泊在屯門市中心巴士總站的富豪超級奧林比安12米雙層巴士（3ASV1，車牌號碼JE1053）被一名九巴維修技工及朋友偷駕，巴士行走10公里後在青田路左轉震寰路時失控鏟上路旁草地後再衝上路中心花槽，撞毀10米鐵欄、一條燈柱及一棵樹後始停下。而涉嫌偷巴士的青年被尾隨的的士司機截獲，事後交由警方處理。
- 12月5日：香港大球場舉行公眾追思會，集體悼念上月逝世的黃霑，二萬名市民出席[148]。
- 12月6日：香港上海匯豐銀行公布鄭海泉明年將接任主席，成為該行首位華人主席[149]。
- 12月7日：早上十時許，一輛行走271線的富豪奧林比安在彌敦道及西貢街交界與一輛七人車及的士相撞，3人受傷，七人車司機事後逃去。 同日北大嶼山公路發生嚴重交通意外引致1人死亡6人受傷。
- 12月8日：立法會議員鄭經翰、陳偉業等找到公屋居民盧少蘭代表入稟司法覆核，指房屋委員會出售商場及停車場設施違反《房屋條例》，要求頒布臨時禁制令阻止房委會將資產注入領匯房地產投資信託基金上市[150]。
- 12月9日：領匯房地產投資信託基金首次公開募股截止認講，擬定在12月20日港交所主板上市[2][151]。
- 12月10日：紅灣半島發展商新創建和新鴻基地產宣布擱置拆卸紅灣半島[151]。
- 12月13日：競逐連任失敗的前立法會功能組別議員劉炳章涉嫌誘使他人不參選，違反《選舉（舞弊及非法行為）條例》被廉政公署拘捕[152][153]。
- 12月14日：高等法院審結有關領匯司法覆核，認為房委會出售資產是行使法定權力，裁定房委會勝訴，原訴人決定申請上訴[154]。
- 12月15日：
  - 高等法院上訴庭接納房委會代表資深大律師馮華健申請，頒令將有關領匯司法覆核一案的上訴通知期由慣常的28日縮短至44小時[155]。
  - 政制發展專責小組公布政制檢討《第四號報告書》，承認有許多意見支持0708年雙普選，並指「普選時間表」問題複雜及民意分歧，要留待日後討論。政務司司長曾蔭權指0708年雙普選不符合人大常委會的釋法，故不會處理，並謂明年3月底推出主流方案前會與中央人民政府商討方案內容，因為任何改變必須得到立法會、特首及中央三方支持[156]。（參見：2007年及2008年香港政治制度改革）
- 12月16日：
  - 高等法院上訴庭下午聆訊公屋居民盧少蘭上訴申請，法庭即晚駁回上訴，盧少蘭表示會上訴至終審法院[157]。
  - 行政長官董建華批評發起〈領匯司法覆核〉官司的人不顧整體社會利益，指「有人搞事，將整件事政治化」；財政司司長唐英年則指意見應在18個月的討論過程中提出，並指「有人借港人尊重法治精神，在上市最後一刻先才提出反對」[158]。
  - 申訴專員公署發表調查報告，指出8月康文署在多個公眾泳池發現紅蟲事件中處理失當，發出誤導聲明，多番強調紅蟲涉人為因素，無充分着眼紅蟲自然滋生的可能，演變成公眾質疑署方誠信[114]。報告點名指摘康文署署長王倩儀、副署長蕭如彬和助理署長張國基，三人即日先後致歉[159]。
- 12月17日：資深大律師馮華健代表房委會，再次申請縮短〈領匯司法覆核〉官司上訴至終審法院的期限，終審法院裁定根據《香港終審法院條例》沒有賦予法院權力，拒絕房委會申請[160]。
- 12月18日：上水百和路行車天橋下行人路襲擊命案。
- 12月20日：
  - 香港房屋委員會及轄下小組委員會考慮到領匯沒有在招股書披露《房屋條例》構成訴訟風險，指仍然存在不明朗因素[151][161]，決定擱置原定的上市計劃[162][163]。
  - 香港行政長官董建華率香港代表團赴澳門出席紀念澳門回歸五週年活動，期間向國家主席胡錦濤述職。胡錦濤在澳門特首何厚鏵和一眾香港高官面前，公開表示希望各人認真回顧香港回歸七年經驗，要“總結經驗、查找不足、不斷提高施政能力和管治水平”[2][164]。這番話的含意引來不同揣測，董建華否認受到責難，有輿論視之為董建華被胡錦濤當眾教訓，有些親建制派人士視之為勉勵[164][165][166][167]。
- 12月21日：九廣鐵路馬鞍山鐵路（現稱港鐵屯馬綫）通車[151]。
- 12月23日：大欖郊野公園姦殺案。
- 12月24日：元朗朗屏邨玉屏樓休憩公園命案。

## 節慶
下列節慶，如無註明，均是香港的公眾假期，同時亦是法定假日（俗稱勞工假期）。有 # 號者，不是公眾假期或法定假日（除非適逢星期日或其它假期），但在商業炒作下，市面上有一定節慶氣氛，傳媒亦對其活動有所報導。詳情可參看香港節日與公眾假期。
- 1月1日（星期四）：元旦
- 1月22日（星期四）：農曆年初一
- 1月23日（星期五）：農曆年初二
- 1月24日（星期六）：農曆年初三
- 4月4日（星期日）：清明節及兒童節 #
- 4月5日（星期一）：清明節翌日（補4月4日）
- 4月9日（星期五）：耶穌受難節（是公眾假期，但不是法定假日）
- 4月10日（星期六）：耶穌受難節翌日（是公眾假期，但不是法定假日）
- 4月12日（星期一）：復活節星期一（是公眾假期，但不是法定假日）
- 5月1日（星期六）：勞動節
- 5月26日（星期三）：佛誕（是公眾假期，但不是法定假日）
- 6月22日（星期二）：端午節
- 7月1日（星期四）：香港特別行政區成立紀念日
- 9月28日（星期二）：中秋節 #
- 9月29日（星期三）：中秋節翌日
- 10月1日（星期五）：中華人民共和國國慶日
- 10月22日（星期五）：重陽節
- 10月31日（星期日）：萬聖夜 #
- 12月21日（星期二）：冬至（是法定假日，但不是公眾假期，根據法定假日放假的機構，或會聖誕節放假，冬至不放假。部份機構或會提早下班）
- 12月24日（星期五）：平安夜#（不是公眾假期或法定假日，但部份機構或會提早下班或放假一天）
- 12月25日（星期六）：聖誕節（根據法定假日放假的機構，或會冬至放假，聖誕節不放假）
- 12月27日（星期一）：聖誕節後第一個周日（是公眾假期，但不是法定假日）
- 12月31日（星期五）：公曆除夕# （不是公眾假期或法定假日，但部份機構或會提早下班或放假一天）

## 出生
- 9月21日：羅哲琛，香港鐵路迷, 知名於2021年6月27日屯馬綫開通當日唱出用「綠袖子」曲調譜上歌詞「屯馬開通真的很興奮」而成名，其後成為MV《東鐵過海真的很興奮》「片尾大彩蛋」主角。

## 逝世
- 3月18日：陳業升（28歲），交通警員，執勤時殉職
- 5月2日：翁祐（80歲），工業家，蜆殼電器創始人，在家中地庫健身室上吊自殺身亡。
- 5月15日：楊善深（91歲），嶺南畫派大師
- 7月7日：張振威（40歲），消防員，執勤救人時殉職
- 11月6日：
  - 何添（95歲），恒生銀行創辦人之一[168]
  - 范尚德（65歲），會計師，香港立法會主席范徐麗泰的丈夫[169]
- 11月24日：黃霑（63歲），著名粵語流行歌曲填詞人、傳媒創作人
- 11月27日：
  - 蕭笙（77歲），資深電視劇監製、編劇[170]
  - 林冰（62歲），專欄作家、資深傳媒人[171]
- 12月2日：湯國華（94歲），香港道教聯合會會長、工業家
- 12月14日：黃敬祥（43歲），港島南區區議會議員(鴨脷洲北)，於議員辦事處內自殺身亡[172]
- 12月27日：甘穗煇（96歲），中環鏞記酒家創辦人[173]

## 大型獎項

### 社會貢獻
- 大紫荊勳章：沒有頒發
- 金英勇勳章：張振威
- 香港十大傑出青年選舉：陳建強、陳丹蕾、陳英凝、范舒屏、辛小玲、王嘉恩、楊丹、姚珏、葉智榮（共9名）

### 2004年香港電影金像獎（第23屆）
- 最佳電影：《大隻佬》
- 最佳導演：杜琪峰 - 《PTU》
- 最佳男主角：劉德華 - 《大隻佬》
- 最佳女主角：張栢芝 - 《忘不了》

### 電視廣播有限公司獎項（2004年）
- 香港小姐冠軍：徐子珊
- 最佳男主角：林保怡
- 最佳女主角：黎姿
- 萬千光輝演藝大獎（終身演藝成就獎）：梁舜燕
- 英皇新秀歌唱大賽金咪大獎（冠軍）：王琪（現名王凱駿）
- 最受歡迎男歌手：劉德華
- 最受歡迎女歌手：容祖兒
- 金曲金獎：《小城大事》（歌手：楊千嬅）

### 2004年邵逸夫獎
- 天文學獎：詹姆斯·皮布爾斯
- 生命科學與醫學獎：史丹利·諾文·科恩（英语：Stanley Norman Cohen）及赫伯特·博耶、簡悅威、理查·多爾
- 數學科學獎：陳省身

## 註解
1. ↑  原句為廣府話，意即：商台著名節目主持人暫停節目事件
2. 1 2 3 4 5 6 7 8 9 10 11  . 香港: 電視廣播有限公司. 2004年12月  [2010-08-05]. （原始内容存档于2016-03-05） （粵語）.
3. ↑  . 香港年報. 香港特別行政區政府.   [2010-08-08]. （原始内容存档于2010-07-31）.
4. ↑  . 香港年報. 香港特別行政區政府.   [2010-08-08]. （原始内容存档于2010-08-01）.
5. ↑  . 蘋果日報 (香港). 2004年1月2日  [2010-08-03]. （原始内容存档于2019-08-21）.
6. ↑  . 明報. 2004年1月2日: A02.
7. ↑  . 蘋果日報 (香港). 2004年1月6日  [2010-08-03]. （原始内容存档于2019-08-21）.
8. ↑  . 香港特別行政區政府.   [2010-08-08]. （原始内容存档于2010-08-04）.
9. ↑  . 蘋果日報 (香港). 2004年1月8日  [2010-08-03]. （原始内容存档于2019-08-21）.
10. ↑  . 蘋果日報 (香港). 2004年1月12日  [2010-08-08]. （原始内容存档于2019-08-21）.
11. ↑  . 蘋果日報 (香港). 2004年1月14日  [2010-08-03]. （原始内容存档于2019-08-21）.
12. ↑  . 港聞 (明報). 2004-01-21: A08.
13. ↑  . 港聞 (東方日報 (香港)). 2004-01-21  [2019-01-22]. （原始内容存档于2019-01-22）.
14. ↑  . 蘋果日報 (香港). 2004年1月23日  [2010-08-08]. （原始内容存档于2019-08-21）.
15. ↑  . 蘋果日報 (香港). 2004年1月24日  [2010-08-08]. （原始内容存档于2019-08-21）.
16. ↑  . 蘋果日報 (香港). 2004年1月24日  [2010-08-08]. （原始内容存档于2019-08-21）.
17. ↑  . 蘋果日報 (香港). 2004年1月25日  [2010-08-03]. （原始内容存档于2019-08-21）.
18. ↑  . 新聞公報 (政府新聞處). 2004-01-30  [2010-08-10]. （原始内容存档于2007-11-16）.
19. ↑  . 政治 (星島日報). 2004-03-04: A16.
20. ↑  . 蘋果日報 (香港). 2004年3月3日  [2010-08-10]. （原始内容存档于2019-08-21）.
21. ↑  . 香港行政長官辦公室 (政府新聞處). 2004-05-06  [2010-08-10]. （原始内容存档于2006-11-28）.
22. ↑  . 紫荊廣場 (文匯報). 2003-11-16: B04.
23. ↑  . 政府新聞公報. 2004-02-04  [2004-07-06]. （原始内容存档于2023-07-08）.
24. ↑  . 蘋果日報 (香港). 2004年2月6日  [2010-08-03]. （原始内容存档于2019-08-21）.
25. ↑  . 蘋果日報 (香港). 2004年2月20日  [2010-08-03]. （原始内容存档于2019-08-21）.
26. 1 2 3  . 香港特別行政區政府.   [2010-08-08]. （原始内容存档于2015-03-22）.
27. ↑  . 大公報. 2004-02-11: A01. 應當明確，「一國」是「兩制」的前提，「港人治港」是以愛國者為主體的港人來治理香港，高度自治是香港特區在中央授權下實行高度自治。香港特區的政治體制應與香港特區是直轄於中央政府的一個地方行政區域的法律地位相適應……中央有關部門負責人還明確表示，香港特區的政治體制是全國人大通過基本法予以確定的，在研究上述兩個產生辦法的問題時必須聽取中央的意見。
28. ↑  . 蘋果日報 (香港). 2004年2月18日  [2010-08-03]. （原始内容存档于2019-08-21）.
29. ↑  . 蘋果日報 (香港). 2004年2月19日  [2010-08-03]. （原始内容存档于2019-08-21）.
30. ↑  黎佩芬、周瑮; 馬家輝、龍應台、羅大佑. . 閒情 (明報). 2004-03-07: D6-D7. 龍應台﹕來了半年，有兩次看報紙很生氣想罵人。第二次是最近的愛國事件，包括「養狗論」這些。我的感覺是，第一，香港像是一夜之間倒退20年﹔第二，整個討論在我看來是原始的部落主義，北京的官員就像一個野蠻的部落來到一個先進的部落發表他的謬見，又渾然不覺自己觀念落後。
31. ↑  . 新聞公報 (政府新聞處).   [2010-08-10]. （原始内容存档于2008-01-07）.
32. ↑  . 蘋果日報 (香港). 2004-03-06  [2010-08-03]. （原始内容存档于2019-08-21）.
33. ↑  . 蘋果日報 (香港). 2004-03-08  [2010-08-03]. （原始内容存档于2019-08-21）.
34. ↑  . 國知情聞 (香港經濟日報). 2004-03-08: A36.
35. ↑  . 太陽報. 2004-03-10  [2022-03-09]. （原始内容存档于2022-03-09）.
36. ↑  . 蘋果日報 (香港). 2004年3月16日  [2010-08-09]. （原始内容存档于2019-08-21）.
37. ↑  . 明報. 2004-03-16: A11.
38. ↑  . 明報. 2004-03-16: A03.
39. ↑  . 港聞 (明報). 2004-03-16: A11.
40. ↑  . 蘋果日報 (香港). 2004年3月16日  [2010-08-09]. （原始内容存档于2019-08-21）.
41. ↑  . 蘋果日報 (香港). 2004年3月19日  [2010-08-10]. （原始内容存档于2019-08-21）.
42. ↑  . 蘋果日報 (香港). 2004年3月27日  [2010-08-09]. （原始内容存档于2019-08-21）.
43. ↑  . 新聞公報 (政府新聞處). 2004-03-30  [2010-08-10]. （原始内容存档于2008-10-06）.
44. ↑  . 蘋果日報 (香港). 2004年3月31日  [2010-08-10]. （原始内容存档于2019-08-21）.
45. ↑  . 文化 (大公報). 2004-03-05: C10.
46. ↑  . 蘋果日報 (香港). 2004年4月7日  [2010-08-08]. （原始内容存档于2019-08-21）.
47. ↑  . 蘋果日報 (香港). 2004年4月8日  [2010-08-08]. （原始内容存档于2019-08-21）.
48. ↑  . 蘋果日報 (香港). 2010-04-12  [2010-08-02]. （原始内容存档于2019-08-21）.
49. ↑  . 蘋果日報 (香港). 2004-04-12  [2010-08-02]. （原始内容存档于2019-08-21）.
50. 1 2 3  . 香港特別行政區政府.   [2010-08-08]. （原始内容存档于2016-03-05）.
51. ↑   (新闻稿). 政制事務局. 2004-04-15  [2010-08-03]. （原始内容存档于2007-12-18）.
52. ↑  . 星島日報. 2004-04-20: A08.
53. ↑  . 蘋果日報 (香港). 2004年4月20日  [2010-08-09]. （原始内容存档于2019-06-14）.
54. ↑  . BBC中文網. 2004-04-22  [2018-10-28]. （原始内容存档于2020-04-29）.
55. ↑  . 蘋果日報 (香港). 2004年4月27日  [2010-08-10]. （原始内容存档于2019-08-21）.
56. ↑  . 蘋果日報 (香港). 2004-05-03  [2010-08-02]. （原始内容存档于2019-08-21）.
57. ↑  . 新聞公報 (政府新聞處). 2004年5月11日  [2010-08-10]. （原始内容存档于2007-12-23）.
58. ↑  . 蘋果日報 (香港). 2004年5月12日  [2010-08-10]. （原始内容存档于2019-08-21）.
59. ↑  . 要聞 (明報). 2004-05-12: A02.
60. ↑  . 蘋果日報 (香港). 2004-05-14  [2010-08-02]. （原始内容存档于2019-08-21）.
61. ↑  . 蘋果日報 (香港). 2004年5月16日  [2010-08-08]. （原始内容存档于2019-08-21）.
62. ↑  . 蘋果日報 (香港). 2004年5月16日  [2010-08-08]. （原始内容存档于2019-08-21）.
63. ↑  . 蘋果日報 (香港). 2004年5月16日  [2010-08-10]. （原始内容存档于2019-08-21）.
64. ↑  . 信報財經新聞. 2004-05-18: 3.
65. ↑  . 蘋果日報 (香港). 2004-05-19  [2010-08-02]. （原始内容存档于2019-08-21）.
66. ↑  . 新聞公報 (政府新聞處). 2004-05-22  [2010-08-10]. （原始内容存档于2005-03-11）.
67. ↑  . 蘋果日報 (香港). 2004年5月23日  [2010-08-10]. （原始内容存档于2019-08-21）.
68. ↑  「陳壽山」與「成綬三」普通話讀音相近
69. ↑  . 蘋果日報 (香港). 2004年5月28日  [2010-08-08]. （原始内容存档于2019-08-21）.
70. ↑  . 蘋果日報 (香港). 2004年6月1日  [2010-08-08]. （原始内容存档于2019-08-21）.
71. 1 2  . 香港特別行政區政府.   [2010-08-08]. （原始内容存档于2016-03-04）.
72. ↑  . 蘋果日報 (香港). 2004年6月5日  [2010-08-08]. （原始内容存档于2019-08-21）.
73. 1 2 3  . 香港天文台警告及信號資料庫. 香港天文台.   [2010-08-08]. （原始内容存档于2016-03-05）.
74. ↑  . 蘋果日報 (香港). 2004年6月11日  [2010-08-09]. （原始内容存档于2019-08-21）.
75. ↑  . 蘋果日報 (香港). 2004年6月11日  [2010-08-09]. （原始内容存档于2019-08-21）.
76. ↑  .   [2010-08-03]. （原始内容存档于2008-09-06）.
77. ↑   (pdf). 香港立法會: 275, 278. 2004年7月  [2010-08-02]. （原始内容存档于2009-06-09）. |chapter=被忽略 (帮助)
78. ↑  . 蘋果日報 (香港). 2010-07-06  [2010-08-02]. （原始内容存档于2019-08-21）.
79. ↑  . 蘋果日報 (香港). 2004年7月8日  [2010-08-08]. （原始内容存档于2019-08-21）.
80. ↑  . 蘋果日報 (香港). 2004年7月8日  [2010-08-08]. （原始内容存档于2019-08-21）.
81. ↑  . 蘋果日報 (香港). 2004年7月9日  [2010-08-08]. （原始内容存档于2019-08-21）.
82. ↑  . 蘋果日報 (香港). 2004年7月9日  [2010-08-10]. （原始内容存档于2019-08-21）.
83. ↑  . 蘋果日報 (香港). 2004-07-10  [2010-08-02]. （原始内容存档于2019-08-21）.
84. ↑  . 蘋果日報 (香港). 2004年7月13日  [2010-08-08]. （原始内容存档于2019-08-21）.
85. ↑  . 蘋果日報 (香港). 2004年7月11日  [2010-08-08]. （原始内容存档于2019-08-21）.
86. ↑  . 新聞公報 (政府新聞處). 2004-07-14  [2010-08-10]. （原始内容存档于2005-11-20）.
87. ↑  . 蘋果日報 (香港). 2004-07-24  [2010-08-03]. （原始内容存档于2019-08-21）.
88. ↑  . 蘋果日報 (香港). 2004年7月26日  [2010-08-05]. （原始内容存档于2019-08-21）.
89. ↑  . 明報. 2004-07-25.
90. ↑  . 蘋果日報 (香港). 2004-07-29  [2010-08-05]. （原始内容存档于2019-08-21）.
91. ↑  . 蘋果日報 (香港). 2004年7月30日  [2010-08-05]. （原始内容存档于2019-08-21）.
92. 1 2 3  . 香港特別行政區政府.   [2010-08-08]. （原始内容存档于2016-03-04）.
93. ↑  . 蘋果日報 (香港). 2004-08-03  [2010-08-05]. （原始内容存档于2019-08-21）.
94. ↑  . 蘋果日報 (香港). 2004-08-03  [2010-08-05]. （原始内容存档于2019-08-21）.
95. ↑  . 蘋果日報 (香港). 2004-08-04  [2010-08-05]. （原始内容存档于2019-08-21）.
96. ↑  . 蘋果日報 (香港). 2004-08-05  [2010-08-05]. （原始内容存档于2019-08-21）.
97. ↑  . 蘋果日報 (香港). 2004-08-05  [2010-08-05]. （原始内容存档于2019-08-21）.
98. ↑  . 蘋果日報 (香港). 2004-08-05  [2010-08-05]. （原始内容存档于2019-08-21）.
99. ↑  . 蘋果日報 (香港). 2004-08-06  [2010-08-05]. （原始内容存档于2019-08-21）.
100. ↑  . 蘋果日報 (香港). 2004-08-09  [2010-08-05]. （原始内容存档于2019-08-21）.
101. ↑  . 蘋果日報 (香港). 2004年8月11日  [2010-08-05]. （原始内容存档于2019-08-21）.
102. ↑  . 蘋果日報 (香港). 2004-08-17  [2010-08-05]. （原始内容存档于2019-08-21）.
103. ↑  . 蘋果日報 (香港). 2004年8月22日  [2010-08-08]. （原始内容存档于2019-08-21）.
104. ↑  . 蘋果日報 (香港). 2004-08-22  [2010-08-05]. （原始内容存档于2019-08-21）.
105. ↑  .   [2010-08-03]. （原始内容存档于2005-09-21）.
106. ↑  . 蘋果日報 (香港). 2004-08-24  [2010-08-05]. （原始内容存档于2019-08-21）.
107. ↑  . 東方日報 (香港). 2004-08-26  [2010-08-05].[永久]
108. ↑  YouTube上的(新聞)(2004-08-26)西鐵故障50乘客困管道
109. ↑  . 蘋果日報 (香港). 2004年8月31日  [2010-08-06]. （原始内容存档于2019-08-21）.
110. ↑  . 蘋果日報 (香港). 2004年9月1日  [2010-08-06]. （原始内容存档于2019-08-21）.
111. ↑  . 蘋果日報 (香港). 2004年9月2日  [2010-08-06]. （原始内容存档于2019-08-21）.
112. ↑  . 蘋果日報 (香港). 2004年9月2日  [2010-08-06]. （原始内容存档于2019-08-21）.
113. ↑  . 蘋果日報 (香港). 2004年9月3日  [2010-08-06]. （原始内容存档于2019-08-21）.
114. 1 2   (新闻稿). 申訴專員公署. 2004年12月  [2010-08-06]. （原始内容 (doc)存档于2011-05-22） （中文）.
115. ↑  . 蘋果日報 (香港). 2004年9月5日  [2010-08-06]. （原始内容存档于2019-08-21）.
116. ↑  . 蘋果日報 (香港). 2004年9月6日  [2010-08-06]. （原始内容存档于2019-08-21）.
117. 1 2  . 香港特別行政區政府.   [2010-08-08]. （原始内容存档于2016-03-04）.
118. ↑  . 蘋果日報 (香港). 2004年9月7日  [2010-08-06]. （原始内容存档于2019-08-21）.
119. ↑  . 蘋果日報 (香港). 2004年9月7日  [2010-08-06]. （原始内容存档于2019-08-21）.
120. ↑  . 蘋果日報 (香港). 2004年9月8日  [2010-08-06]. （原始内容存档于2019-08-21）.
121. ↑  . 蘋果日報 (香港). 2004年9月8日  [2010-08-06]. （原始内容存档于2019-08-21）.
122. ↑  . 蘋果日報 (香港). 2004年9月9日  [2010-08-06]. （原始内容存档于2019-08-21）.
123. ↑  . 蘋果日報 (香港). 2004年9月9日  [2010-08-06]. （原始内容存档于2019-08-21）.
124. ↑  . 蘋果日報 (香港). 2004年9月29日  [2010-08-08]. （原始内容存档于2019-08-21）.
125. ↑  . 蘋果日報 (香港). 2004-10-06  [2010-08-02]. （原始内容存档于2019-08-21）.
126. ↑  . 蘋果日報 (香港). 2004年10月7日  [2010-08-12]. （原始内容存档于2019-08-21）.
127. ↑  . 港聞 (明報). 2004-10-04: A08.
128. 1 2 3  . 香港特別行政區政府.   [2010-08-08]. （原始内容存档于2017-03-23）.
129. ↑  . 港聞 (明報). 2004-10-07: A10.
130. ↑  . 要聞 (明報). 2004-10-10: A01.
131. ↑  . 蘋果日報 (香港). 2004年10月10日  [2010-08-12]. （原始内容存档于2019-08-21）.
132. ↑  . 港聞 (明報). 2004-10-19: A10.
133. ↑  . 蘋果日報 (香港). 2004年10月19日  [2010-08-12]. （原始内容存档于2019-08-21）.
134. ↑  . 亞視新聞. 2004年10月22日  [2016年12月18日]. （原始内容存档于2017年3月26日）.（粵語）
135. ↑  . 蘋果日報 (香港). 2010-10-23  [2010-08-02]. （原始内容存档于2019-08-21）.
136. ↑  . 蘋果日報 (香港). 2004年11月5日  [2010-08-12]. （原始内容存档于2019-08-21）.
137. ↑  . 申訴專員公署. 2004年11月  [2010-08-12]. （原始内容 (word)存档于2011-05-22）.
138. ↑  . 蘋果日報 (香港). 2004年11月5日  [2010-08-12].
139. ↑  . 蘋果日報 (香港). 2004年11月9日  [2010-08-12]. （原始内容存档于2019-08-21）.
140. ↑  . 香港特別行政區政府.   [2010-08-08]. （原始内容存档于2016-03-05）.
141. ↑  . 蘋果日報 (香港). 2004年11月11日  [2010-08-08]. （原始内容存档于2019-08-21）.
142. ↑  . 蘋果日報 (香港). 2004年11月18日  [2010-08-12].
143. ↑  . 蘋果日報 (香港). 2004年11月23日  [2010-08-12]. （原始内容存档于2019-08-21）.
144. ↑  . 蘋果日報 (香港). 2004年11月24日  [2010-08-08]. （原始内容存档于2019-08-21）.
145. ↑  . 蘋果日報 (香港). 2004年11月25日  [2010-08-12]. （原始内容存档于2019-08-21）.
146. ↑  . 審計署署長報告書 (香港審計署).   [2010-08-12]. （原始内容存档于2009-06-23）.
147. ↑  . 蘋果日報 (香港). 2004年11月30日  [2010-08-04]. （原始内容存档于2019-08-21）.
148. ↑  . 蘋果日報 (香港). 2004年12月6日  [2010-08-06]. （原始内容存档于2019-08-21）.
149. ↑  . 蘋果日報 (香港). 2004年12月7日  [2010-08-06]. （原始内容存档于2019-08-21）.
150. ↑  . 蘋果日報 (香港). 2004年12月9日  [2010-08-06]. （原始内容存档于2019-08-21）.
151. 1 2 3 4  . 香港特別行政區政府.   [2010-08-08]. （原始内容存档于2016-03-04）.
152. ↑  . 星島日報. 2004-12-14  [2010-08-12]. （原始内容存档于2012-09-09）.
153. ↑  . 信報財經新聞. 2004-12-14: P07.
154. ↑  . 蘋果日報 (香港). 2004年12月15日  [2010-08-06]. （原始内容存档于2019-08-21）.
155. ↑  . 蘋果日報 (香港). 2004年12月16日  [2010-08-06]. （原始内容存档于2019-08-21）.
156. ↑  . 蘋果日報 (香港). 2004年12月16日  [2010-08-06]. （原始内容存档于2019-08-21）.
157. ↑  . 蘋果日報 (香港). 2004年12月17日  [2010-08-06].
158. ↑  . 蘋果日報 (香港). 2004年12月17日  [2010-08-06]. （原始内容存档于2019-08-21）.
159. ↑  . 蘋果日報 (香港). 2004年12月17日  [2010-08-06]. （原始内容存档于2019-08-21）.
160. ↑  . 蘋果日報 (香港). 2004年12月18日  [2010-08-06].
161. ↑  黃偉超. . 香港經濟日報. 2004-12-20: A04. 一直強調領匯上市符合《房屋條例》規定的房屋署，早已知道條例中有提出訴訟的空間，只是因自恃敗訴機會極微，並相信列入招股書反而成為攻擊者的「武器」，故此才沒有在招股書內作出披露
162. ↑  . 信報財經新聞. 2004-12-20: P02.
163. ↑  . 蘋果日報 (香港). 2004年12月20日  [2010-08-06]. （原始内容存档于2019-08-21）.
164. 1 2  . 蘋果日報 (香港). 2004-12-21  [2010-08-02]. （原始内容存档于2019-08-21）. 胡錦濤希望各人「認真回顧香港回歸七年來，實施一國兩制、港人治港、高度自治走過的歷程，總結經驗、查找不足、不斷提高施政能力和管治水平。」
165. ↑  余錦賢. . 香港脈搏 (信報財經新聞). 2004-12-21. 胡錦濤雖然沒有當面厲聲責備董建華，但在澳門主人家的特首何厚鏵面前，加上在前天胡至少三度大讚何厚鏵，胡責成特首及其管治班子要認真回顧香港回歸七年來的施政歷程……不是董建華說一句無責備或教訓之意就可以作罷的。
166. ↑  . 蘋果日報 (香港). 2004年12月22日  [2010-08-06]. （原始内容存档于2019-08-21）.
167. ↑  . BBC中文網. 2004年12月21日  [2010-08-06]. （原始内容存档于2016-03-08）.
168. ↑   (PDF) (新闻稿). 恒生銀行. 2004-11-08  [2010-08-10]. （原始内容 (pdf)存档于2007-09-29）.
169. ↑  . 蘋果日報 (香港). 2004年11月11日  [2010-08-08]. （原始内容存档于2019-08-21）.
170. ↑  . 影視 (明報). 2004-11-28: C03.
171. ↑  石琪. . 時代－傾偈集 (明報). 2004-11-30: D07.
172. ↑  . 蘋果日報 (香港). 2004年12月15日  [2010-08-08]. （原始内容存档于2019-08-21）.
173. ↑  . 蘋果日報 (香港). 2004年12月31日  [2010-08-10]. （原始内容存档于2019-08-21）.

## 外部連結
- 香港年報2004（页面存档备份，存于）
- . 國際青年商會香港總會.   [2010-08-08]. （原始内容存档于2011-05-18）.
- . 香港電影金像獎官方網頁.   [2010-08-08]. （原始内容存档于2016-04-14）.
- . 邵逸夫獎官方網頁.   [2010-08-08]. （原始内容存档于2010-06-03） （英语）.